# Kreuzigungsfenster (Béhuard)

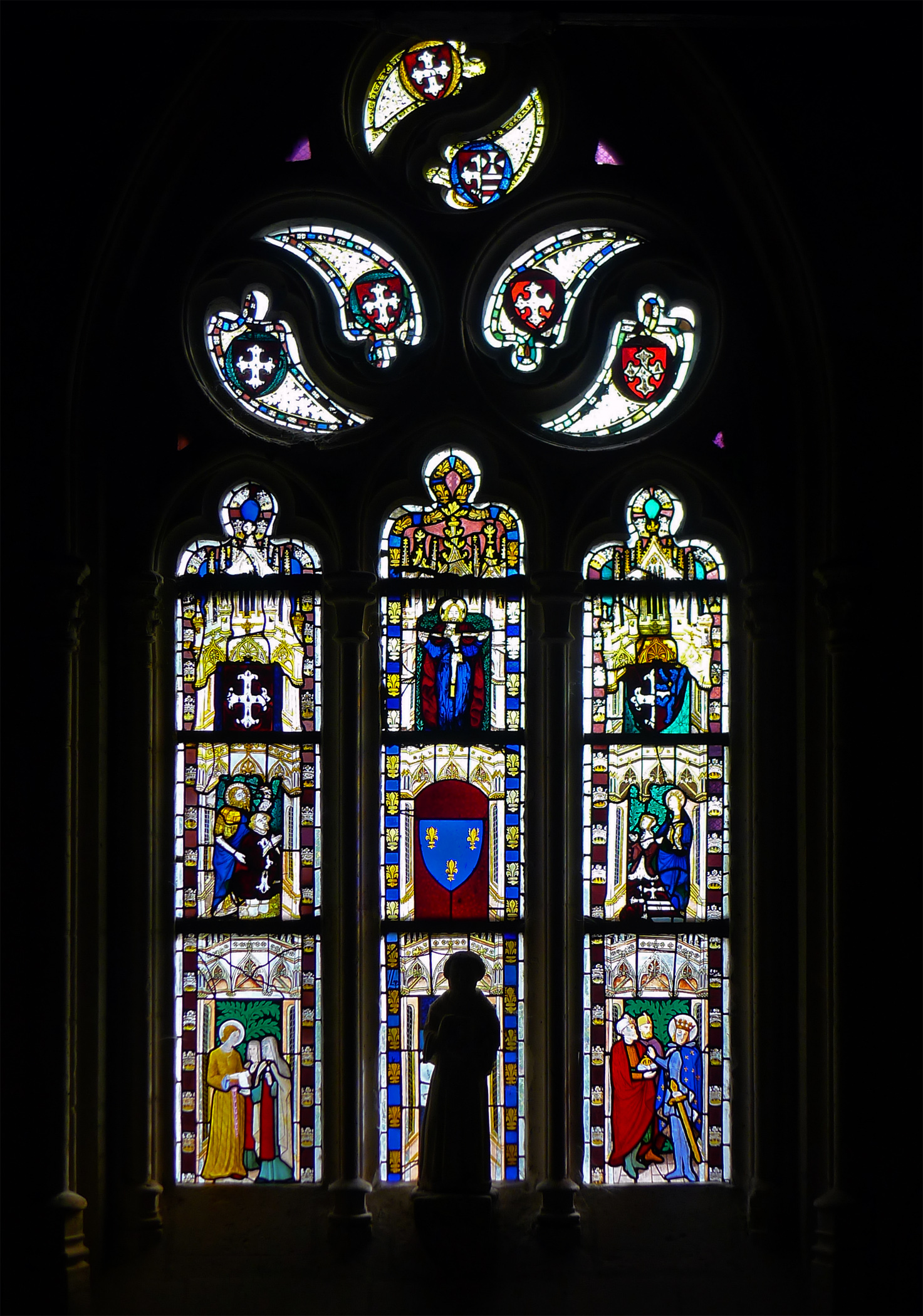
Kreuzigungsfenster in Béhuard

Das Kreuzigungsfenster in der katholischen Kirche Notre-Dame in Béhuard, einer französischen Gemeinde im Département Maine-et-Loire in der Region Pays de la Loire, wurde Ende des 15. Jahrhunderts geschaffen. Das Bleiglasfenster im Stil der Renaissance wurde im Jahr 1840 mit der Kirche als Monument historique in die Denkmalliste in Frankreich aufgenommen.
Das Fenster in der Seitenkapelle stammt von einer unbekannten Werkstatt. Es besteht aus drei Lanzetten mit jeweils drei Darstellungen. In der Mitte ganz oben ist die Kreuzigung Christi dargestellt. Rechts und links daneben sind die Wappen der Stifter zu sehen. Auf der mittleren Ebene sind links der Stifter und rechts die Stifterin mit ihren Schutzheiligen dargestellt. Links unten ist Maria mit dem Apostel Johannes und rechts unten der heilige Ludwig zu sehen.
Das Fenster wurde bei mehrmaligen Restaurierungen ergänzt (vergleiche das Foto bei der Base Palissy, siehe Einzelnachweise).